# Meiacanthus anema
Meiacanthus anema és una espècie de peix de la família dels blènnids i de l'ordre dels perciformes.

## Morfologia
- Els mascles poden assolir 7,2 cm de longitud total.[1][2]

## Reproducció
És ovípar.

## Hàbitat
És un peix de clima tropical.

## Distribució geogràfica
Es troba a Indonèsia, Filipines, Nova Guinea, Salomó, Noves Hèbrides, Vanuatu i Nova Caledònia.